# Ion Bîrlădeanu
Ion Bîrlădeanu, född den 1 augusti 1958 i Cosmeşti, Rumänska folkrepubliken, är en rumänsk kanotist.
Han tog OS-brons i K-1 1000 meter i samband med de olympiska kanottävlingarna 1980 i Moskva.